# Auguste de Labouïsse-Rochefort
Jean Pierre Jacques Auguste de Labouïsse-Rochefort, né le 4 juillet 1778 à Saverdun (Ariège) et mort le 21 février 1852 à Castelnaudary (Aude), est un homme de lettres et poète français.

## Biographie
Jean-Pierre Auguste de Labouïsse-Rochefort est le fils de Jean de Labouisse, écuyer, chevalier de Saint Louis, co-seigneur et gouverneur de Saverdun et de Anne de Bonaffos de La Tour ; les Bonaffos, seigneurs de La Tour, furent châtelains puis maires de Montréal. Il n’a que quatre ans lorsqu’il perd son père, et c’est son parrain et grand-père le baron Jean-Pierre de Bonaffos de La Tour qui l’élèvera à Montréal, où il chérira ses oncles Jean-Pierre, et Paul-Chevalier et poète à ses heures, ainsi qu’un grand-oncle, le non moins célèbre Père de La Tour, jésuite, écrivain.
Il fut élève à l’École Royale militaire de Sorèze, d’où la Révolution française le fit sortir. Il fut ensuite détenu comme suspect pendant la Terreur, enfermé avec sa mère et poursuivi comme royaliste sous le Directoire. 
De 1810 à 1830, ayant perdu sa fortune pour venir en aide à sa belle famille, il accepta un emploi dans les finances, tout en se livrant à des travaux littéraires. Labouïsse a collaboré à divers journaux, fondé L’Anecdotigue, qui parut de 1821 à 1824, et publié plusieurs recueils de poésies, dans lesquels il se plaît surtout à célébrer sa femme créole, Éléonore, et les douceurs du mariage, ce qui l’avait fait surnommer le Poète de l’hymen. Il voudrait que le monde entier s’occupât des qualités, des talents, des vertus de son Éléonore, et de tout l’amour qu’il ressent pour elle. 

« Si ce langage n’est pas neuf parmi les poètes amants, disait un critique, il l’est assez parmi les poètes époux pour que Labouïsse lui doive sa célébrité. »

 Il perdit en 1833 cette femme adorée, née Muzard de Saint Michel, en 1787 au Cap, dans l’Ile de Saint-Domingue.
En 1844, il rachète la grande imprimerie Payat à Toulouse, et devint éditeur-imprimeur. Bibliophile passionné, il affirmait aimer plus les livres que l’argent et mourut pauvre en possession d’une bibliothèque de 12 000 ouvrages.

## Principales publications
Poésie
- La Contre-satire et autres pièces fugitives, 1803.
- Les Amours. À Éléonore, recueil d’élégies, 1817.

Varia
- Voyage à Saint-Maur, promenade à Longchamp, suivis de quelques opuscules en vers, 1807.
- Pensées, observations et réflexions morales, politiques et littéraires, 1810.
- Mélanges littéraires, ou Lettres sur l’éducation, sur les romans, sur Martial, Catulle, etc., 1813.
- Ma petite brochure sur les événements du jour, 1814.
- Supplément de l’Éléonoriana, 1815.
- Voyage à Trianon, contenant des souvenirs sur Louis XVI, Marie-Antoinette, Henri IV, Sully, etc., etc., suivi de quelques pièces fugitives et du voyage à Montrouge, 1817.
- Essais sur la culture de la vigne et de l’olivier, 1819.
- Mes quarante ans, épître, 1819.
- Souvenirs et mélanges littéraires, politiques et biographiques (2 volumes, 1826).
- Voyage à Saint-Léger, campagne de M. le chevalier de Boufflers, suivi du Voyage à Charenton et de Notes contenant des particularités sur toute la famille Boufflers, des pièces inédites ou des lettres de Voltaire, Tressan, Delille, 1827.
- Petit voyage sentimental, 1828.
- Voyage à Rennes-les-Bains, 1832.
- Mélanges politiques et littéraires, faisant suite au Voyage à Rennes-les-Bains, 1834.
- Mon manifeste sur la décentralisation intellectuelle, pour émanciper les provinces de la tyrannique tutelle de Paris, 1837.
- Ma Justification, petit livre de poche, 1843.
- Trente ans de ma vie, de 1795 à 1826, ou Mémoires politiques et littéraires, 8 volumes, 1844-1847.
- Lettres biographiques sur François de Maynard, poète toulousain du XVIe siècle, renfermant des anecdotes sur Louis XIII, le cardinal de Richelieu, Corneille, Racine, Boileau, etc., 1846.